# Emiliano Freyfeld
Abraham Emiliano Freyfeld Sánchez (ur. 16 marca 2004 w mieście Meksyk) – meksykański piłkarz występujący na pozycji środkowego obrońcy, od 2024 roku zawodnik Toluki.